# Liste der Äbtissinnen von Saint Georges
Die folgenden Personen waren Äbtissinnen des Klosters Saint-Georges in Rennes
- 1032–1067: Adèle I. de Bretagne (Haus Rennes)
- 1067–1077: Hodierne de Dinan
- 1078–1084: Tiphaine I.
- 1085–1152: Adèle II. de Bretagne
- 1153–1164: Adelaïde I. de Mathefelon
- 1164–1169: Etiennette I.
- 1169–1181: Adélaïde II. de Vitré (Haus Vitré)
- 1181–1203: Etiennette II. de Tinténiac
- 1204–1209: Jeanne I.
- 1209–1213: Tiphaine II.
- 1213–1235: Mathilde de Corcop
- 1235–1250: Alix I. de Champagne du Maine
- 1250–1270: Agnès d’Erbrée
- 1270–1274: Amice de Quédillac
- 1274–1278: Guiotte d’Erbrée
- 1278–1294: Jamette (Jeanne II. des Boschaux)
- 1294–1317: Catherine de Mathefelon
- 1317–1325: Philippine I. de Mathefelon
- 1325–1352: Constance de Pontblanc
- 1354–1360: Alix II. de Mathefelon († 1370)
- 1360–1364: Jeanne III. de Laval
- 1364–1378: Marquise I. de Rieux
- 1378–1405: Julienne du Guesclin
- 1406–1434: Isabeau Turpin
- 1406: Philippa de St Pern
- 1434–1461: Perrine Dufeu
- 1461–1472: Elisabeth Piedeloup 
  - 1463–1485: Olive de Quelen († 1494)
- 1486–1520: Françoise I. d’Espinay
- ????–????: Marguerite de Guiny
- 1520–1521: Roberte Busson
- 1521–1522: Perrette d’Espinay
- 1522–1523: Isabeau Hamon
- 1523–1526: Christine Toustain († 1556)
- 1535–1557: Marie de Kermeno
- 1526–1534: Jeanne IV. de la Primaudaye
- 1557–1572: Jeanne V. de Kermeno
- 1572–1572: Amice Buhoray
- 1572–1583: Philippine II. d’Espinay
- 1583–1609: Marquise II. de Beaucaire
- 1609–1663: Françoise II. Motier de La Fayette
- 1663–1688: Magdeleine Motier de La Fayette (Koadjutor seit 1652)
- 1688–1714: Marguerite du Halgoët de Poulpiquet
- 1715–1741: Elisabeth d’Alègre
- 1742–1779: Judith de Chaumont-Quitry
- 1779–1792: Julie Barreau de Girac († 19. Januar 1794)

## Quelle
- Paul de la Bigne Villeneuve Cartulaire de l'abbaye Saint-Georges de Rennes dans Bulletins et Mémoires de la Société d'Archéologie du département d'Ille et Vilaine Tome IX Année 1875 pages 127 à 312.